# Incidente diplomático entre Perú y Chile en 1868
El Incidente diplomático entre Perú y Chile en 1868 fue una disputa entre ambos gobiernos tras el término de la guerra hispano-sudamericana (1865-1866). Una vez terminada la guerra, Chile y España acordaron ante Reino Unido oficializar el fin de las hostilidades para poder retirar de los astilleros ingleses las corbetas chilenas Chacabuco, la O'Higgins y las fragatas blindadas españolas Vitoria y Arapiles: 53  que ya estaban terminadas pero retenidas a causa de las leyes de neutralidad británicas.
Perú y Chile, posteriormente Ecuador y Bolivia, se habían unido en el Tratado de alianza defensiva y ofensiva entre Perú y Chile (1865) contra España en la guerra que terminó en 1866.
Las corbetas chilenas habían sido ordenadas en febrero de 1861, en las postrimerías del gobierno de Manuel Montt y estuvieron terminadas en 1864, pero fueron retenidas por el gobierno británico a petición de España ese año.: 268  Finalizada la guerra, en 1867, Chile y España firmaron un acuerdo para solicitar la salida de las tres naves de Inglaterra.
Este convenio fue dado a conocer al representante peruano en Europa J. Jara Almonte por el representante chileno en Europa Alberto Blest Gana. La respuesta de Jara A. fue que Perú nunca había sido aliado de Chile y que dada la situación entre ambos países el gobierno peruano solicitaría la retención de las corbetas.: 268 
El gobierno de Santiago, notificado del asunto, ordenó tratar solo con los europeos y una vez entregadas, enviar las naves directa e inmediatamente a Chile.
El 6 de enero de 1868 los representantes de Chile y España dieron a conocer el convenio al gobierno británico y se acordó que los aliados debían poder retirar en suma la misma cantidad que los españoles: Las corbetas chilenas costaban 137 mil libras y las fragatas españolas 540 mil libras por lo que quedaban a los aliados 403 mil libras para comprar barcos u otro tipo de armamento.[cita requerida]
Sin embargo, los representantes peruanos en Londres, Jara y Vuegelin, por medio de avisos en la prensa, consultas a abogados y apelaciones directas al parlamento y al ministro de RR.EE. británico continuó sus esfuerzos por impedir la entrega. El 12 de marzo de 1868 el gobierno británico informó a Jara que:
El gobierno de Su Majestad considera que el Perú, como aliado de Chile queda obligado por este convenio hecho por Chile con España; y no puede por tanto suspender los efectos de las licencias que, por la petición que le hicieron los ministros chileno y español, ha concedido para los fines de que se trata.
Tras la llegada de las naves a Chile, el ministro de guerra Federico Errázuriz Zañartu propuso al gobierno enviar una nota de protesta a Perú, pero el ministro de RR.EE. Abdón Cifuentes convenció al gobierno de enviar solo una nota que atribuía a Jara ignorancia de los hechos y alabando la fraternidad entre las naciones.
Según Robert N. Burr, la intervención peruana fue justificada. El gobierno peruano adujo que, por el poderío de las naves en cuestión, el acuerdo favorecía más a España, fortaleciendo su posición en el futuro y que Chile prefería fortalecer sus fuerzas navales con vista a conflictos interamericanos que prepararse contra un potencial retorno español.

## Consecuencias
Según Barros van Buren, en Perú se exageró el poder naval de las corbetas gemelas, que eran mucho menores que el blindado Huáscar y la fragata Independencia.
El conflicto se generó durante los turbulentos acontecimientos que condujeron al derrocamiento de Mariano Ignacio Prado, cuyos acuerdos fueron anulados por los gobiernos siguientes de los hermanos Francisco y Pedro Diez Canseco Corbacho.
En Chile Federico Errázuriz Zañartu asumió el cargo de presidente de la República y durante su mandato ordenó la construcción de las fragatas blindadas Cochrane y Blanco Encalada.
El conflicto marcó el fin de la cooperación entre Chile y Perú tras la aventura española.